# Danilo Guerra
Edi Danilo Guerra Pérez (n. 11 de diciembre de 1987, Santa Ana, Petén) es un futbolista guatemalteco que se desempeña como delantero, su equipo actual es Deportivo Mixco de la Liga Nacional de Guatemala.
Danilo empezó a practicar el fútbol a los 15 años, en las categorías inferiores del desaparecido equipo Deportivo San Benito.

## Clubes
| Club                              | País      | Año        |
| --------------------------------- | --------- | ---------- |
| Club Social y Deportivo Carchá    | Guatemala | 2013-2014  |
| Universidad SC                    | Guatemala | 2014-2015  |
| Deportivo Guastatoya              | Guatemala | 2015-2016  |
| Club Social y Deportivo Municipal | Guatemala | 2016-2017  |
| Cobán Imperial                    | Guatemala | 2017- 2019 |
| Club Social y Deportivo Municipal | Guatemala | 2019       |

## Palmarés

### Distinciones individuales
| Distinción               | Año  |
| ------------------------ | ---- |
| Trofeo Juan Carlos Plata | 2016 |